# K126/127、K128/125次列车
K126/127、K128/125次列车是中国铁路运行于吉林省會长春至陕西省會西安之间的一对快速旅客列车，前身分别是西安铁路局担当的北京到西安的35/36次列车和沈阳铁路局担当的天津到长春的281/282次列车，两者分别于1975年9月21日和1990年7月1日起开行，现由沈阳局集团长春客运段负责客运任务。列车使用3組25G型客车，沿京哈铁路、沈山铁路（长春→西安方向单向）、津山铁路、津霸铁路、京九铁路及陇海铁路运行，跨越吉林、辽宁、河北、天津、山东、河南及陕西六省一市。其中长春至西安运行30小时48分，全程2400公里，使用车次为K128/125次；西安至长春运行32小时23分，全程2375公里，使用车次为K126/127次。

## 历史

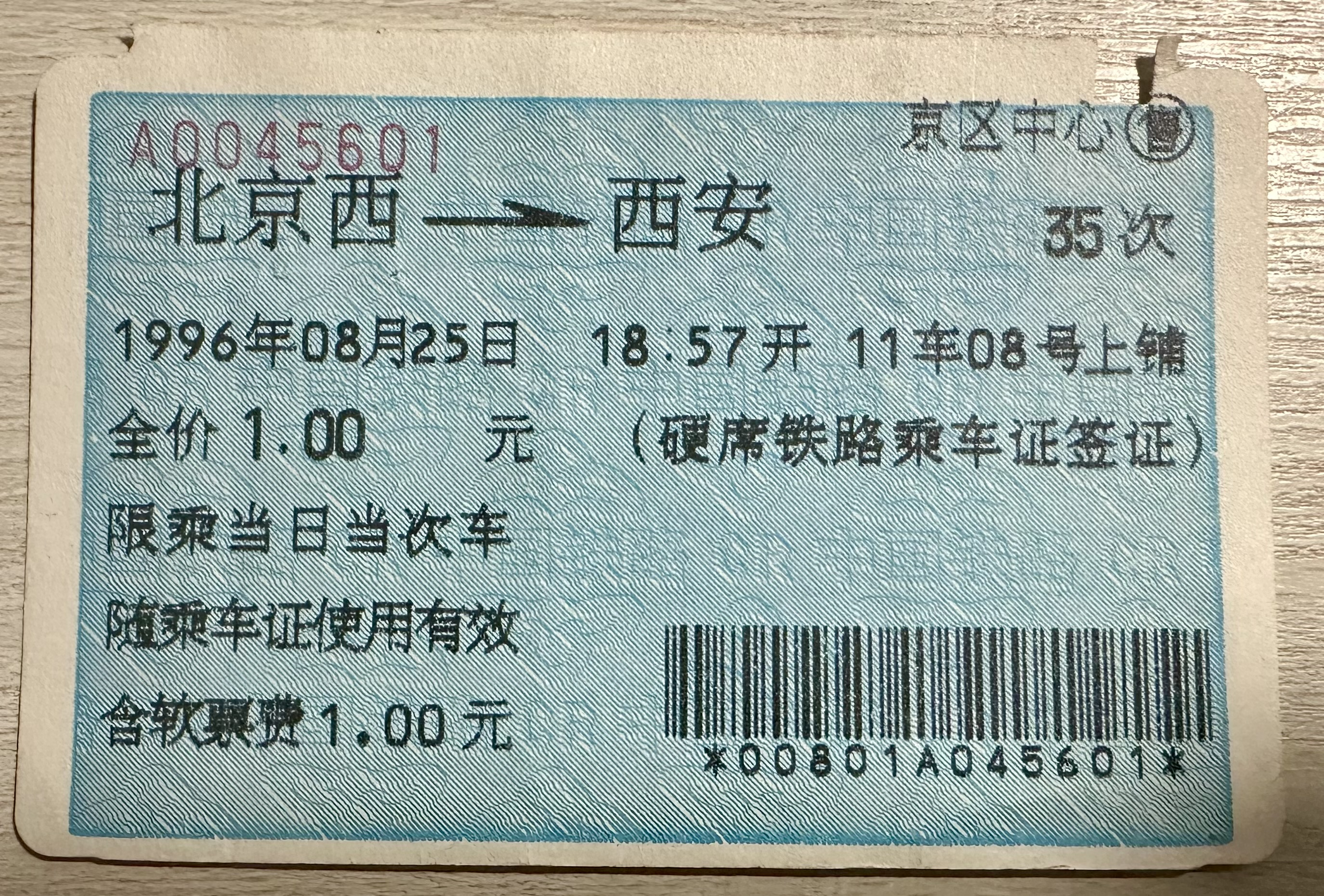
1996年的原35次列车客票

1975年9月21日，西安铁路局开行宝鸡到北京的135/136次直快旅客列车。
1978年8月1日，135/136次列车改由西安始发终到。
1981年10月11日，135/136次列车改为35/36次特快旅客列车。
1984年10月，西安铁路局并入郑州铁路局，35/36次列车改为郑州铁路局担当。
1990年7月1日，沈阳铁路局开行天津到长春的281/282次直快旅客列车，经由津山铁路、沈山铁路和京哈铁路运行。
1994年9月1日，281/282次列车由天津延长到北京南始发终到，经由京沪铁路、津山铁路、沈山铁路和京哈铁路运行。
1996年1月21日，北京西站启用，35/36次列车由北京站改为北京西站始发终到。
1997年4月1日，中国铁路第一次大提速期间，郑州铁路局担当的北京西到西安35/36次列车和沈阳铁路局担当的北京南到长春的281/282次列车合并为长春到西安的128/125、126/127次列车，在北京南站换向，由沈阳铁路局担当。
1998年10月1日，中国铁路第二次大提速期间，128/125、126/127次列车在北京南至秦皇岛的运行区间由原来的京沪铁路和津山铁路改经京秦铁路运行，取消经停天津和唐山。
2000年10月21日，中国铁路第三次大提速期间，变更车次为K128/125、K126/127次列车，同时更换车体为中国铁路25G型客车。
2003年10月12日，K128/125、K126/127次列车由北京南站换向改为北京站换向，同时于山海关至沈阳北区间改经秦沈客运专线运行。
2004年4月18日，中国铁路第五次大提速实施后，K128/125、K126/127次列车于秦皇岛至石家庄运行区间由原来的经由京秦铁路和京广铁路，改为经由津山铁路、津霸铁路、京九铁路和石德铁路运行，恢复经停唐山和天津，不再经由北京站。
2006年7月1日，K128/125、K126/127次列车在暑运期间临时延长至兰州始发终到，至8月31日恢复到西安始发终到。
2014年12月10日，K126/127、K128/125次列车於衡水至鄭州区间改經京九鐵路、隴海鐵路運行，同時K126/127次列車於瀋陽北至溝幫子段單向改經瀋山鐵路運行。
2020年7月1日，K128/125、K126/127次列车延长至咸阳始发终到。
2021年10月11日，K126/127次列車單向於龍家營至瀋陽北段改經京哈铁路運行。
2022年1月10日，K128/125、K126/127次列车恢复至西安始发终到。

## 列车编组
K126/127、K128/125次列车使用机车供電DC600V的25G型客车，配属沈阳局集團长春车辆段，列車滿編採取19輛編組，其中硬座車5輛、硬臥車11輛，行李車、餐車和軟臥車各1輛。
| 车厢编号 | 1                       | 2-6                     | 7                       | 8                       | 9-19                    |
| 车型     | XL25G 行李车            | YZ25G 硬座车            | CA25G 餐车              | RW25G 軟臥车            | YW25G 硬臥车            |
| 配属     | 沈局长段                | 沈局长段                | 沈局长段                | 沈局长段                | 沈局长段                |
| 运行方向 | 西安 ←01车 … 19车→ 长春 | 西安 ←01车 … 19车→ 长春 | 西安 ←01车 … 19车→ 长春 | 西安 ←01车 … 19车→ 长春 | 西安 ←01车 … 19车→ 长春 |

## 机车交路

### 现时机车交路

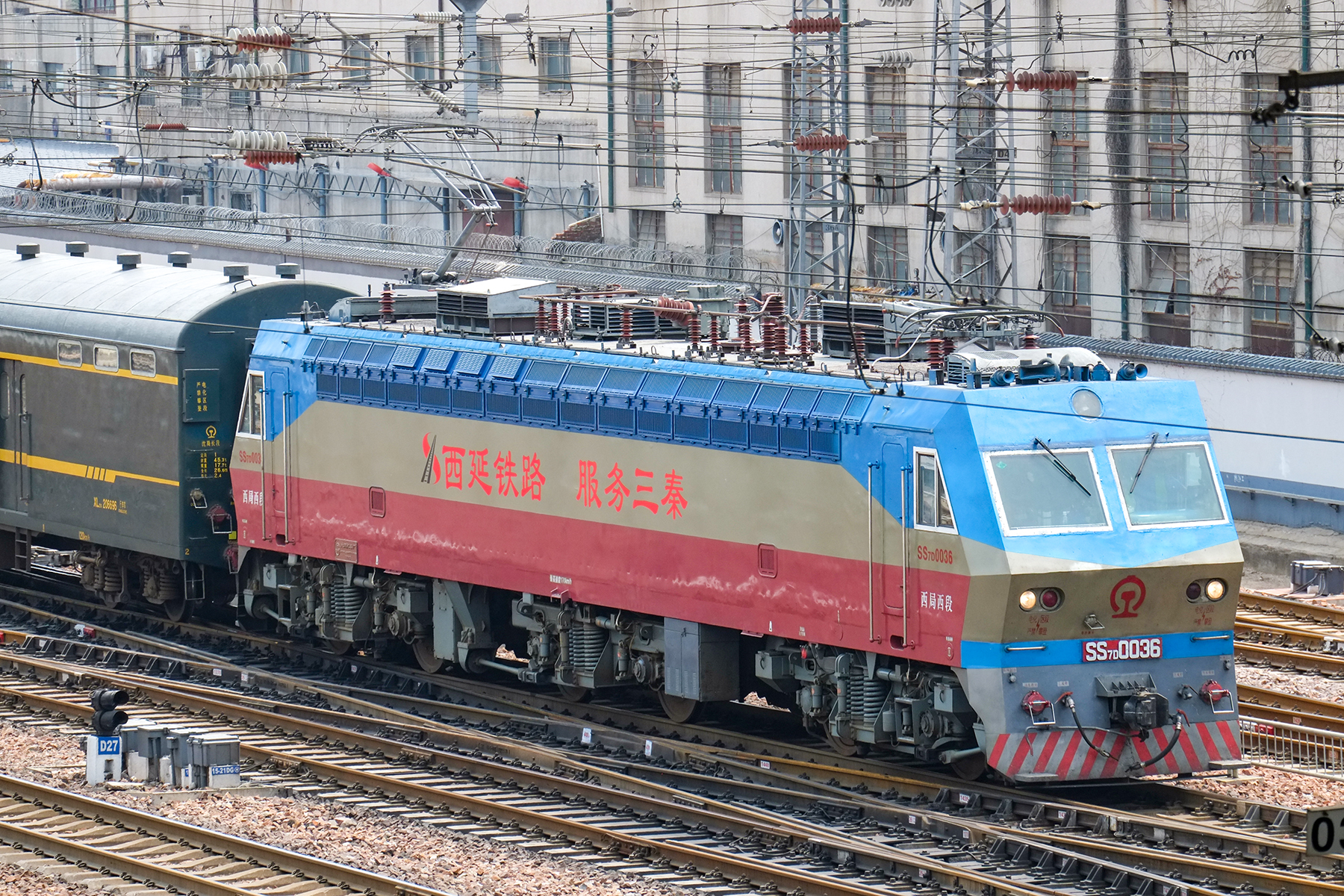
韶山7D型电力机车牵引K125次列车驶出郑州站

| 车站区段               | 长春 ↔ 郑州                                                                                 | 郑州 ↔ 西安                        |
| 本务机车 配属 司机更替 | 和谐3D型电力机车 沈局沈段 沈阳/天津/济南/鄭州司机在山海关/聊城/商丘轮乘，沈阳北及天津换司机 | 韶山7D型电力机车 西局西段 西安司机 |

### 过去机车交路 (2008年)
| 车站区段               | 长春 ↔ 沈阳北 ↔ 山海关            | 山海关 ↔ 天津 ↔ 石家庄                              | 石家庄 ↔ 郑州                     | 郑州 ↔ 西安                        |
| 本务机车 配属 司机更替 | 韶山9型电力机车 沈局沈段 沈阳司机 | 东风11型内燃机车 东风4D型内燃机车 京局京段 天津司机 | 韶山8型电力机车 郑局郑段 郑州司机 | 韶山7D型电力机车 西局西段 西安司机 |

## 时刻表
- 数据截至2025年7月1日[12]：

| K128/125次 | K128/125次 | K128/125次 | K128/125次 | K128/125次 | 停靠站 | K126/127次 | K126/127次 | K126/127次 | K126/127次 | K126/127次 |
| 车次       | 里程       | 天数       | 到点       | 开点       | 停靠站 | 到点       | 开点       | 天数       | 里程       | 车次       |
| ---------- | ---------- | ---------- | ---------- | ---------- | ------ | ---------- | ---------- | ---------- | ---------- | ---------- |
| K128       | 0          | 当天       | ∨          | 13:42      | 长春   | 06:02      | —          | 第三天     | 2375       | K127       |
| K128       | 62         | 当天       | 14:20      | 14:22      | 公主岭 |            | ↑          | 第三天     | —          | K127       |
| K128       | 115        | 当天       | 15:02      | 15:04      | 四平   |            | ↑          | 第三天     | —          | K127       |
| K128       | 233        | 当天       | 16:14      | 16:16      | 鐵嶺   |            | ↑          | 第三天     | —          | K127       |
| K128       | 300        | 当天       | 17:02      | 17:11      | 沈阳北 | 01:52      | 02:00      | 第三天     | 2075       | K127       |
| K128       | 470        | 当天       | 19:04      | 19:07      | 溝幫子 |            | ↑          | 第三天     | —          | K127       |
| K128       | 534        | 当天       | 19:52      | 19:58      | 锦州   |            | ↑          | 第三天     | —          | K127       |
| K128       | 718        | 当天       | 22:11      | 22:19      | 山海關 | 21:29      | 21:35      | 第二天     | 1687       | K127       |
| K128       | —          | 第二天     |            | ↓          | 秦皇島 | 20:38      | 21:04      | 第二天     | 1671       | K127       |
| K128       | —          | 第二天     |            | ↓          | 灤縣   | 19:38      | 19:41      | 第二天     | 1580       | K127       |
| K128       | 891        | 第二天     | 00:24      | 00:27      | 唐山   | 18:37      | 18:44      | 第二天     | 1509       | K127       |
| K128       | —          | 第二天     |            | ↓          | 芦台   | 17:58      | 18:07      | 第二天     | 1467       | K127       |
| K128       | 1014       | 第二天     | 01:53      | 02:00      | 天津   | 16:49      | 16:57      | 第二天     | 1386       | K127       |
| K125       | —          | 第二天     |            | ↓          | 任丘   | 14:49      | 14:51      | 第二天     | 1244       | K126       |
| K125       | —          | 第二天     |            | ↓          | 衡水   | 13:30      | 13:34      | 第二天     | 1117       | K126       |
| K125       | —          | 第二天     |            | ↓          | 清河城 | 12:35      | 12:37      | 第二天     | 1037       | K126       |
| K125       | 1435       | 第二天     | 07:10      | 07:16      | 聊城   | 11:35      | 11:43      | 第二天     | 965        | K126       |
| K125       | —          | 第二天     |            | ↓          | 阳谷   | 11:05      | 11:08      | 第二天     | 923        | K126       |
| K125       | 1493       | 第二天     | 07:51      | 08:16      | 台前   |            | ↑          | 第二天     | —          | K126       |
| K125       | 1591       | 第二天     | 09:14      | 09:17      | 菏澤   | 09:57      | 10:00      | 第二天     | 809        | K126       |
| K125       | 1686       | 第二天     | 10:29      | 10:35      | 商丘   | 08:48      | 08:55      | 第二天     | 714        | K126       |
| K125       | —          | 第二天     |            | ↓          | 宁陵县 | 08:11      | 08:20      | 第二天     | 679        | K126       |
| K125       | 1738       | 第二天     | 11:12      | 11:16      | 民權   |            | ↑          | 第二天     | —          | K126       |
| K125       | 1774       | 第二天     | 11:38      | 11:42      | 蘭考   |            | ↑          | 第二天     | —          | K126       |
| K125       | 1817       | 第二天     | 12:13      | 12:17      | 开封   |            | ↑          | 第二天     | —          | K126       |
| K125       | 1889       | 第二天     | 13:05      | 13:35      | 鄭州   | 06:05      | 06:31      | 第二天     | 511        | K126       |
| K125       | 1959       | 第二天     | 14:32      | 14:35      | 鞏義   |            | ↑          | 第二天     | —          | K126       |
| K125       | 2013       | 第二天     | 15:15      | 15:19      | 洛陽   | 03:53      | 03:57      | 第二天     | 387        | K126       |
| K125       | 2135       | 第二天     | 17:01      | 17:05      | 三門峽 |            | ↑          | 第二天     | —          | K126       |
| K125       | 2265       | 第二天     | 17:47      | 17:50      | 灵宝   |            | ↑          | 第二天     | —          | K126       |
| K125       | 2285       | 第二天     | 18:57      | 18:59      | 孟塬   |            | ↑          | 第二天     | —          | K126       |
| K125       | —          | 第二天     |            | ↓          | 渭南   | 23:17      | 23:19      | 當天       | 56         | K126       |
| K125       | 2400       | 第二天     | 20:30      | —          | 西安   | ∧          | 22:39      | 當天       | 0          | K126       |

## 事故
2005年7月31日晚上19时52分，配属沈阳铁路局沈阳机务段的韶山9型0089号机车，牵引由西安开往长春的K127次列车经由京哈铁路运行，当列车运行至新城子至新台子区间时，因一处信号机电缆盒被盗，造成某区段信号机非正常显示，K127次列车的机车乘务员违章作业，未及时采取停车措施，盲目解锁监控装置，致使列车与前行的33219次货物列车发生追尾冲突，造成K127次机车及机车后第一辆行李车、第二辆硬卧车颠覆，第三至第五辆硬卧车脱轨，六人死亡。事故后机车报废。